# Campeonato Mundial de Gimnasia Rítmica
El Campeonato Mundial de Gimnasia Rítmica es la máxima competición internacional de gimnasia rítmica. Es organizado desde 1963 por la Federación Internacional de Gimnasia (FIG). Actualmente se realiza anualmente, a excepción de los años olímpicos.
La potencia mundial en este deporte es Rusia con 168 títulos mundiales y 336 medallas en total. El segundo puesto corresponde a Bulgaria con 70 títulos y 185 medallas, y el tercero a Ucrania con 25 títulos y 92 medallas. España se encuentra en la séptima posición con 7 títulos y 41 medallas en total.

## Ediciones
| Núm.    | Año  | Sede           | País           |
| ------- | ---- | -------------- | -------------- |
| I       | 1963 | Budapest       | Hungría        |
| II      | 1965 | Praga          | Checoslovaquia |
| III     | 1967 | Copenhague     | Dinamarca      |
| IV      | 1969 | Varna          | Bulgaria       |
| V       | 1971 | La Habana      | Cuba           |
| VI      | 1973 | Róterdam       | Países Bajos   |
| VII     | 1975 | Madrid         | España         |
| VIII    | 1977 | Basilea        | Suiza          |
| IX      | 1979 | Londres        | Reino Unido    |
| X       | 1981 | Múnich         | RFA            |
| XI      | 1983 | Estrasburgo    | Francia        |
| XII     | 1985 | Valladolid     | España         |
| XIII    | 1987 | Varna          | Bulgaria       |
| XIV     | 1989 | Sarajevo       | Yugoslavia     |
| XV      | 1991 | El Pireo       | Grecia         |
| XVI     | 1992 | Bruselas       | Bélgica        |
| XVII    | 1993 | Alicante       | España         |
| XVIII   | 1994 | París          | Francia        |
| XIX     | 1995 | Viena          | Austria        |
| XX      | 1996 | Budapest       | Hungría        |
| XXI     | 1997 | Berlín         | Alemania       |
| XXII    | 1998 | Sevilla        | España         |
| XXIII   | 1999 | Osaka          | Japón          |
| XXIV    | 2001 | Madrid         | España         |
| XXV     | 2002 | Nueva Orleans  | Estados Unidos |
| XXVI    | 2003 | Budapest       | Hungría        |
| XXVII   | 2005 | Bakú           | Azerbaiyán     |
| XXVIII  | 2007 | Patras         | Grecia         |
| XXIX    | 2009 | Ise            | Japón          |
| XXX     | 2010 | Moscú          | Rusia          |
| XXXI    | 2011 | Montpellier    | Francia        |
| XXXII   | 2013 | Kiev           | Ucrania        |
| XXXIII  | 2014 | Esmirna        | Turquía        |
| XXXIV   | 2015 | Stuttgart      | Alemania       |
| XXXV    | 2017 | Pésaro         | Italia         |
| XXXVI   | 2018 | Sofía          | Bulgaria       |
| XXXVII  | 2019 | Bakú           | Azerbaiyán     |
| XXXVIII | 2021 | Kitakyushu     | Japón          |
| XXXIX   | 2022 | Sofía          | Bulgaria       |
| XL      | 2023 | Valencia       | España         |
| XLI     | 2025 | Río de Janeiro | Brasil         |
| XLII    | 2026 | Berlín         | Alemania       |
| XLIII   | 2027 | Bakú           | Azerbaiyán     |

## Medallero histórico
- Actualizado a Valencia 2023.

| Núm. | País            | Oro | Plata | Bronce | Total |
| ---- | --------------- | --- | ----- | ------ | ----- |
| 1    | Rusia           | 168 | 104   | 64     | 336   |
| 2    | Bulgaria        | 70  | 60    | 55     | 185   |
| 3    | Ucrania         | 25  | 28    | 39     | 92    |
| 4    | Italia          | 16  | 23    | 14     | 53    |
| 5    | Alemania        | 11  | 10    | 4      | 25    |
| 6    | Bielorrusia     | 10  | 28    | 39     | 77    |
| 7    | España          | 7   | 12    | 22     | 41    |
| 8    | Checoslovaquia  | 4   | 5     | 8      | 17    |
| 9    | Grecia          | 3   | 0     | 2      | 5     |
| 10   | Israel          | 2   | 9     | 8      | 19    |
| 11   | Japón           | 2   | 5     | 6      | 13    |
| 12   | China           | 1   | 3     | 2      | 6     |
| 13   | Corea del Norte | 1   | 2     | 4      | 7     |
| 14   | Azerbaiyán      | 0   | 1     | 8      | 9     |
| 15   | Eslovenia       | 0   | 0     | 2      | 2     |
| 15   | Francia         | 0   | 0     | 2      | 2     |
| 15   | Hungría         | 0   | 0     | 2      | 2     |
| 18   | Corea del Sur   | 0   | 0     | 1      | 1     |
| 18   | Rumania         | 0   | 0     | 1      | 1     |
|      | TOTAL           | 320 | 290   | 283    | 893   |

1. ↑  Incluye las medallas obtenidas por la URSS.
2. ↑  Incluye las medallas obtenidas por la RDA.